# Cyd Charisse
Cyd Charisse est une actrice et danseuse américaine née le 8 mars 1922 à Amarillo (Texas) et morte le 17 juin 2008 à Los Angeles.
Après s'être remise de la polio lorsqu'elle était enfant et avoir étudié le ballet, elle se lance dans le cinéma dans les années 1940. Ses rôles mettent généralement en valeur ses capacités de danseuse, et elle est associée à Fred Astaire et Gene Kelly. Ses films notables incluent Chantons sous la pluie (1952), Tous en scène (1953), Brigadoon avec Gene Kelly et Van Johnson (1954), et La Belle de Moscou (1957). Elle arrête de danser dans des films à la fin des années 1950, mais continue à jouer au cinéma et à la télévision et, en 1991, fait ses débuts à Broadway. Dans ses dernières années, elle fait beaucoup de télévision, elle fait le bilan de l'histoire de la comédie musicale hollywoodienne dans des documentaires et apparaît dans les films de montage Il était une fois à Hollywood en 1974, et sa deuxième suite en 1994. Elle reçoit la Médaille nationale des arts et des sciences humaines en 2006.

## Biographie

### Jeunesse et débuts
Cyd Charisse – Tula Ellice Finklea  pour l'état civil – naît le 8 mars 1922 à Amarillo, au Texas d'Ernest Enos Finklea Sr., bijoutier, et Lela Norwood. Le prénom de Cyd qu'elle adoptera plus tard est inspiré du surnom que lui donnait son frère cadet Thomas (1923 - 2005) quand il était petit, « sid » (dérivé de « sis »). Elle a également un frère aîné, Ernest Jr. (1921 - 1997).
Ses parents lui font prendre des cours de danse à l'âge des six ans afin de lutter contre une attaque de poliomyélite. À douze ans elle étudie le ballet avec Adolph Bolm et Bronislava Nijinska à Los Angeles avant d'intégrer les Ballets russes de Monte-Carlo en 1934 avec lesquels elle se produit sous les pseudonymes de Felia Siderova et Maria Istromena. 

### Hollywood

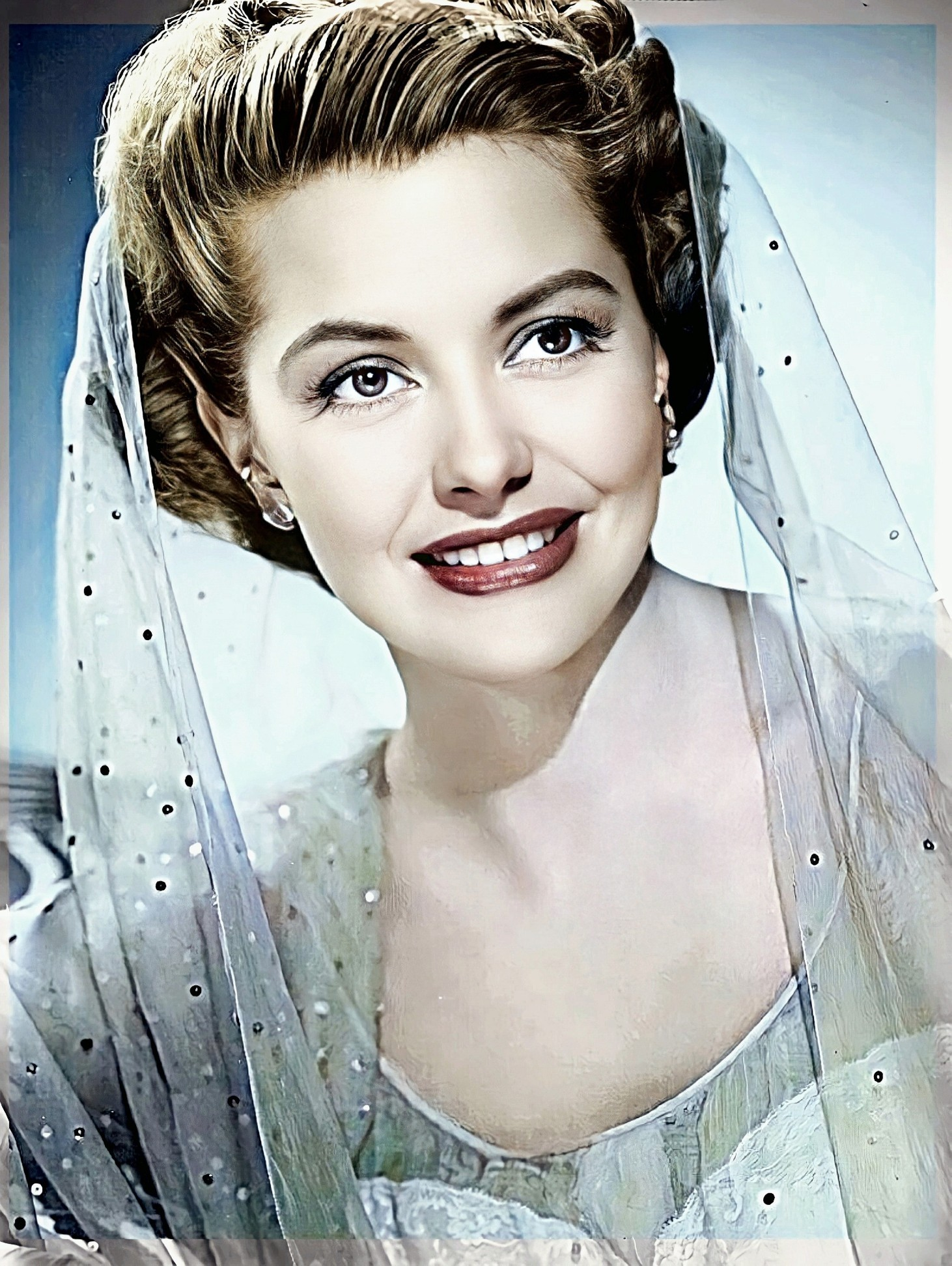
Portrait publicitaire (1949).

Après la dissolution de la troupe au début de la Seconde Guerre mondiale, elle s'installe à Hollywood où elle décroche quelques petits rôles dansés non crédités avant d'être remarquée pour son pas de deux avec Fred Astaire dans Ziegfeld Follies en 1946. Cette prestation lui procure un contrat de sept ans avec la MGM.
En 1952, Gene Kelly la choisit comme partenaire pour le numéro - sans paroles - de Chantons sous la pluie, Broadway Melody. Surnommée « The Legs » (« les jambes ») tout comme Lauren Bacall était surnommée « The Look » (« le regard »), elle fait assurer ses jambes pour 5 millions US$ cette même année.
Bien qu'elle ne soit pas chanteuse (elle sera doublée dans tous ses films), ses qualités plastiques et artistiques lui permettent de décrocher son premier rôle principal parlant dans Tous en scène de Vincente Minnelli dans lequel elle retrouve Fred Astaire. S'ensuivent au cours des années 1950 plusieurs films musicaux à succès qui la hissent au rang de star dont La Belle de Moscou de Rouben Mamoulian en 1957, un remake de Ninotchka d'Ernst Lubitsch. 
Le déclin du genre dans les années 1960 est aussi le sien. Elle continue cependant de jouer dans quelques films comme Something's Got to Give de George Cukor en 1962, film pour lequel Marilyn Monroe tourne quelques scènes avant de mourir, laissant le projet inachevé.

### Dernières années
À partir des années 1980, elle se consacre à la télévision, apparaissant dans de nombreuses séries à succès comme Hawaï police d'État, L'Île fantastique, La croisière s'amuse, L'Homme qui tombe à pic, Arabesque, L'Homme à la Rolls et Frasier. En 1984, à 62 ans, elle interprète un medley de ses numéros emblématiques.
En 1990, elle apparaît dans le clip de la chanson Alright, interprétée par Janet Jackson. En 1992, elle remplace pour quelques représentations Liliane Montevecchi dans la comédie musicale Grand Hotel, pour sa seule apparition à Broadway.

### Mort
Cyd Charisse meurt des suites d'une attaque cardiaque au centre médical Cedars-Sinaï de Los Angeles le 17 juin 2008. Elle est inhumée au cimetière Hillside Memorial Park de Culver City,.

### Vie privée
Cyd Charisse épouse en 1939 à Paris le danseur d'origine grecque Nico Charisse (1906-1971). Le couple a un fils, Nico dit « Nicky » (1942-2019), avant de divorcer le 17 février 1947. Elle se remarie le 18 mai 1948 avec le chanteur et acteur Tony Martin (1913-2012), avec qui elle a un fils, Tony Martin Jr (1950-2011). 

## Filmographie

### Cinéma

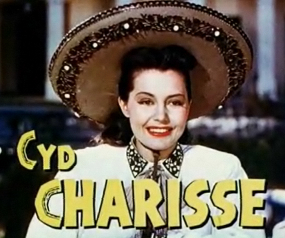
Sénorita Toréador (1947)

- 1943 : En bordée à Broadway (Something to Shout About) de Gregory Ratoff : Lily (sous le pseudonyme de Lily Norwood)
- 1943 : Mission to Moscow de Michael Curtiz : Galina Ulanova
- 1943 : La Parade aux étoiles (Thousands Cheer) de George Sidney : elle-même
- 1944 : In Our Time de Vincent Sherman : une danseuse
- 1945 : Ziegfeld Follies, segment Beauty de Vincente Minnelli : une danseuse
- 1946 : Les Demoiselles Harvey (The Harvey Girls) de George Sidney : Deborah
- 1946 : La Sagesse de trois vieux fous (Three Wise Fools) d'Edward Buzzell : Rena Fairchild
- 1946 : La Pluie qui chante (Till the Clouds Roll By) de Richard Whorf : une danseuse
- 1947 : Sénorita Toréador de Richard Thorpe : Conchita
- 1947 : La Danse inachevée (The Unfinished Dance) de Henry Koster : Ariane Bouchet
- 1948 : Dans une île avec vous (On an Island with You) de Richard Thorpe : Yvonne Torro
- 1948 : Le Brigand amoureux (The Kissing Bandit) de László Benedek : une danseuse
- 1948 : Ma vie est une chanson (Words and Music) de Norman Taurog : Margo Grant
- 1949 : Tension de John Berry : Mary Chanler
- 1949 : Ville haute, ville basse (East Side, West Side) de Mervyn LeRoy : Rosa Senta
- 1951 : Le Signe des renégats (Mark of the Renegade) de Hugo Fregonese : Manuela de Vasquez
- 1952 : Au pays de la peur (The Wild North) d'Andrew Marton : une indienne
- 1952 : Chantons sous la pluie (Singin' in the Rain) de Stanley Donen : la danseuse dans Broadway Melody
- 1953 : Sombrero de Norman Foster : Lola de Torrano
- 1953 : Tous en scène (The Band Wagon) de Vincente Minnelli : Gabrielle Gérard
- 1953 : Désir d'amour (Easy to Love) de Charles Walters : Lipstick model
- 1954 : Brigadoon de Vincente Minnelli : Fiona Campbell
- 1954 : Au fond de mon cœur (Deep in my Heart) de Stanley Donen : une danseuse
- 1955 : Beau fixe sur New York (It's Always Fair Weather) de Stanley Donen et Gene Kelly : Jackie Leighton
- 1956 : Viva Las Vegas  (Meet Me in Las Vegas) de Roy Rowland : Maria Corvier
- 1957 : La Belle de Moscou (Silk Stockings) de Rouben Mamoulian : Ninotchka Yoschenko
- 1958 : Crépuscule sur l'océan (Twilight for the Gods) de Joseph Pevney : Charlotte King
- 1958 : Traquenard (Party Girl) de Nicholas Ray : Vicky Gaye
- 1961 : Les Collants noirs, segment Deuil en 24 heures de Terence Young : la veuve
- 1961 : Cinq Heures payées comptant (Five Golden Hours) de Mario Zampi : la baronne Sandra
- 1962 : Something's Got to Give de George Cukor[n 2] : Bianca Russell Arden
- 1962 : Quinze jours ailleurs (Two Weeks in Another Town) de Vincente Minnelli : Carlotta
- 1965 : Le Boeing décolle à seize heures (Il segreto del vestito rosso) de Silvio Amadio : Shelley North
- 1966 : Matt Helm, agent très spécial (The Silencers) de Phil Karlson : Sarita
- 1967 : Maroc, dossier numéro sept (Maroc 7) de Gerry O'Hara : Louise Henderson
- 1974 : Il était une fois à Hollywood (That's Entertainment!) de Jack Haley Jr. (film de montage)
- 1976 : Won Ton Ton, le chien qui sauva Hollywood (Won Ton Ton, the Dog Who Saved Hollywood) de Michael Winner : la fille du président no 4
- 1978 : Les Sept Cités d'Atlantis (Warlords of Atlantis) de Kevin Connor : la reine Atsil
- 1994 : That's Entertainment! III de Bud Friedgen et Michael J. Sheridan (film de montage)

### Télévision

#### Téléfilms
- 1972 : Fol-de-Rol de Tony Charmoli : apparitions diverses
- 1980 : Rendez-vous nocturnes (Portrait of an Escort) de Steven Hilliard Stern : Sheilah Croft
- 1984 : Voyage sentimental (Sentimental Journey) de William Cosel et James Goldstone
- 1989 : Swimsuit de Chris Thomson : Mme Allison
- 2008 : Meurtres à l'Empire State Building (Empire State Building Murders) de William Karel : Vicky Adams

#### Séries télévisées
- 1961 : Échec et Mat (Checkmate), épisode Dance of Death (1.29) : Janine Caree
- 1975 : Médecins d'aujourd'hui (Medical Center), épisode No Way Home (6.16) : Valerie
- 1978 : Hawaï police d'État (Hawaii Five-O), épisode Death Mask (11.7) : Alicia Warren
- 1978 : L'Île fantastique (Fantasy Island), épisode The Flight of the Great Yellow Bird/The Island of Lost Women (2.10) : la reine Delphia
- 1979 : La croisière s'amuse (The Love Boat), épisode April's Return/Super Mom/I'll See You Again (2.26) : Eve Mills
- 1983 : L'Île fantastique (The Love Boat), épisode Roarke's Sacrifice/The Butler's Affair (7.5) : Julie Mars
- 1984 : L'Homme qui tombe à pic (The Fall Guy), épisode The Huntress (3.14) : Diana
- 1984 : Glitter, épisode In Tennis, Love Means Nothing (1.3) : Ethel Woodley
- 1985 : Arabesque (Murder, She Wrote), épisode Meurtre au paradis (2.1) : Myrna Montclair LeRoy
- 1986 : Harry Fox, le vieux renard (Crazy Like a Fox), épisode Hyde-And-Seek (2.13) : Barbara Carlisle
- 1995 : L'Homme à la Rolls (Burke's Law), épisode Who Killed the Highest Bidder? (2.4) : Amanda Richardson
- 1995 : Frasier, épisode The Adventures of Bad Boy and Dirty Girl (3.7) : Polly (voix)

### Clip
- 1990 : Alright de Janet Jackson, réalisé par Julien Temple : la femme

## Distinctions

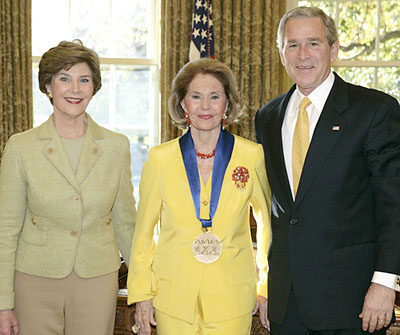
Cyd Charisse entourée de Laura Bush et George W. Bush, recevant la Médaille des Arts et des Lettres le 9 novembre 2006.

Le 8 février 1960, son étoile est inaugurée sur le Hollywood Walk of Fame, face au 1601 Vine Street.
Le 9 novembre 2006, lors d'une cérémonie privée à la Maison-Blanche, le président George W. Bush lui remet la National Medal of Arts, plus haute distinction américaine dans le domaine des arts.

### Récompenses
- Laurel Awards 1957 : Meilleure interprétation féminine dans un film musical pour Viva Las Vegas
- Festival international du film de Palm Springs 1991 : prix pour l'ensemble de sa carrière

### Nominations
- Golden Globes 1958 : Meilleure actrice dans un film musical ou une comédie pour La Belle de Moscou
- Laurel Awards 1958 : Meilleure interprétation féminine dans un film musical pour La Belle de Moscou
- Photoplay Awards 1976 : Actrice préférée